# Rivera de Aurela
Rivera de Aurela este o arie protejată (arie specială de conservare — SAC, sit de importanță comunitară — SCI) din Spania întinsă pe o suprafață de 1.068,57 ha, integral pe uscat.

## Localizare
Centrul sitului Rivera de Aurela este situat la coordonatele 39°36′04″N 7°17′09″W / 39.601111°N 7.285833°V.

## Înființare
Situl Rivera de Aurela a fost declarat sit de importanță comunitară în decembrie 2000 pentru a proteja 24 de specii de animale. Situl a fost protejat și ca arie specială de conservare în mai 2015.

## Biodiversitate
Situată în ecoregiunea mediteraneană, aria protejată conține 7 habitate naturale: Păduri de Olea și Ceratonia, Galerii și tufărișuri riverane sudice (Nerio-Tamaricetea și Securinegion tinctoriae), Dehesas cu Quercus spp. perene, Pajiști umede mediteraneene cu ierburi înalte de Molinio-Holoschoenion, Tufărișuri termo-mediteraneene și de pre-deșert, Pseudostepă cu ierburi și specii anuale de Thero-Brachypodietea, Păduri de Quercus ilex și Quercus rotundifolia.
La baza desemnării sitului se află mai multe specii protejate:
- păsări (13): pescăruș albastru (Alcedo atthis), acvilă de munte (Aquila chrysaetos), buha (Bubo bubo), barză neagră (Ciconia nigra), Galerida theklae, vulturul pleșuv sur (Gyps fulvus), acvilă pitică (Hieraaetus pennatus), ciocârlie de pădure (Lullula arborea), prigoare (Merops apiaster), gaia neagră (Milvus migrans), vultur egiptean (Neophron percnopterus), pitulice de munte (Phylloscopus collybita), silvie de tufiș (Sylvia undata)
- mamifere (3): lupul (Canis lupus), vidră de râu (Lutra lutra), râs iberic (Lynx pardinus)
- nevertebrate (2): fluturele auriu (Euphydryas aurinia), Gomphus graslinii
- pești (5): Cobitis paludica, Luciobarbus comizo, Pseudochondrostoma polylepis, Rutilus alburnoides, Rutilus lemmingii
- reptile (1): Mauremys leprosa

Pe lângă speciile protejate, pe teritoriul sitului au mai fost identificate 1 specie de păsări, 3 specii de mamifere, 1 specie de pești, 1 specie de reptile.